# Ondřej I.
Ondřej I. Bílý nebo také Katolický (maďarsky: I. (Fehér/Katolikus) András/Endre) (asi 1015 – před 6. prosincem 1060, Zirc) byl uherským králem z mladší větve arpádovské dynastie. Za své vlády posílil pozici křesťanství ve svém království a podařilo se mu uchránit nezávislost uherského království proti Svaté říši římské.
Uherská kmenová společnost neuznávala prvorozenství, místo toho favorizovala věk pro určení pořadí nástupnictví. To udělalo z ostatních mužských členů arpádovské dynastie nebezpečné konkurenty pro úřadujícího krále. Ondřejova větev dynastie dlouho soupeřila se starší větví, ke které patřili Štěpán I. Uherský a jeho otec. V předešlém půlstoletí se rodinná rivalita soustředila většinou na spor mezi pohanstvím a křesťanstvím, představovaným mladší a starší větví. Starší větev vymřela po meči v roce 1038, což otevřelo nové příležitosti pro mladší přeživší větev.

## Život

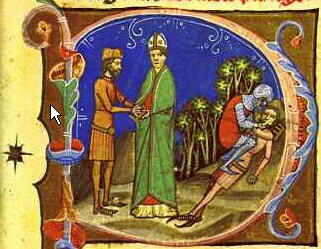
Biskup povolává Ondřeje na trůn, v pozadí Petr Orseolo se svým katem (Chronicon Pictum)

Ondřej byl druhým synem vévody Vazula, bratrance Štěpána I., prvního krále Uher. Jeho matka byla pravděpodobně konkubína, dcera člena uherského rodu Tátonyů.
Jediný přeživší syn krále Štěpána Imrich byl 2. září 1031 zabit divočákem při lovu. Král chtěl pojistit pozici křesťanství v polorozvráceném království; z toho důvodu plánoval jmenovat svého synovce Petra Orseola, syna benátského dóžete, svým nástupcem. Vévoda Vazul, který byl považován za ctitele pohanských zvyků, se zúčastnil konspirace s cílem zabít krále. Atentát se nezdařil. Vazul byl oslepen, do uší mu bylo nalito roztavené olovo a jeho tři synové byli vyhnáni do exilu.
Nejprve prchli do Čech a pokračovali do Polska, kde se Béla oženil s Ryksou z dynastie Piastovců. Ondřej a Levente se pravděpodobně cítili zastíněni svým bratrem, pokračovali v cestě a usídlili se v Kyjevě. Preláti, vedení biskupem Gerardem z Csanádu, se rozhodli povolat Vazulovy syny zpět do Uher a napsali jim dopis. V době, kdy se Ondřej a Levante vrátili do Uher, rozpoutalo se obrovské bogomilské povstání. Oba bratři vytvořili v Abaújváru alianci s pohanskými rebely, kteří je přijali jako své vůdce. Petr Orseolo se pokusil uprchnout na dvůr císaře Jindřicha III., ale byl uvězněn a oslepen a vykastrován.

### Boj o trůn

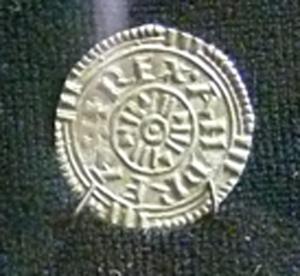
Ondřejův denár

Ondřej byl korunován roku 1047. Pokračoval v politice christianizace, po korunovaci potvrdil dekrety krále Štěpána a pozval do Uher cizí kněze, protože bogomilové zabili několik členů křesťanských duchovních.
| „                  | Po nástupu na trůn přikázal všemu svému lidu vzdát se pod trestem smrti pohanských zvyklostí, které jim předtím povolil. Měli se tak vrátit k pravé víře a ve všem žít podle zákona, jako je učil svatý král Štěpán... | “ |
| — Dubnická kronika | |   |

Vztahy se Svatou říší římskou zůstaly napjaté, protože Petr Orseolo byl nejenom blízkým spojencem císaře Jindřicha III., ale také vazalem Svaté říše římské. Ondřej poslal k císařskému dvoru diplomaty s nabídkou, že bude akceptovat císařovu nadřazenost, ale císař smír odmítl; proto se Ondřej musel začít připravovat na hrozící válku. Roku 1048 pozval ke svému dvoru mladšího bratra Bélu.
| „                  | Nejmilejší bratře, spolu jsme kdysi snášeli nouzi a útrapy, prosím tě, neváhej přijít ke mně, abychom byli spolu účastni radosti a osobně se těšili z prospěchu země. Kromě tebe nemám ani bratra, ani dědice, buď mým dědicem a nástupcem ... | “ |
| — Dubnická kronika | |   |

Bratrovi daroval knížecí úděl, který se skládal z Nitranska a Biharska. Zároveň určil Bélu svým nástupcem, protože mu první manželka stále nedala dědice.
V roce 1051 podnikl Jindřich III. útok na Uhry, ale císařské vojsko bylo poraženo v kopcích Vértes, zatímco císařská flotila byla donucena na základě zfalšovaného listu k návratu. Koncem roku jednal mezi vládci opat Hugo z Cluny, ale císař opět odmítl mír přijmout. Další rok vedl císař svoji flotilu proti pohraničnímu hradu v Prešpurku (Bratislavě), ale díky diverzní akci obránců, kteří potopili císařské lodě, se Uhry říšskému nájezdu opět ubránily. V tomto období se pokusil papež Lev IX. zprostředkovat mír, ale císař opět nepřijal. Po odchodu císařských vojsk Ondřej vytvořil v roce 1053 alianci s bavorským vévodou Konrádem II., který podporoval císařskou opozici. V roce 1055 založil Ondřej na březích Balatonu benediktýnské opatství Tihany a dosadil tam konvent ortodoxních jeptišek.

### Nástupnická krize

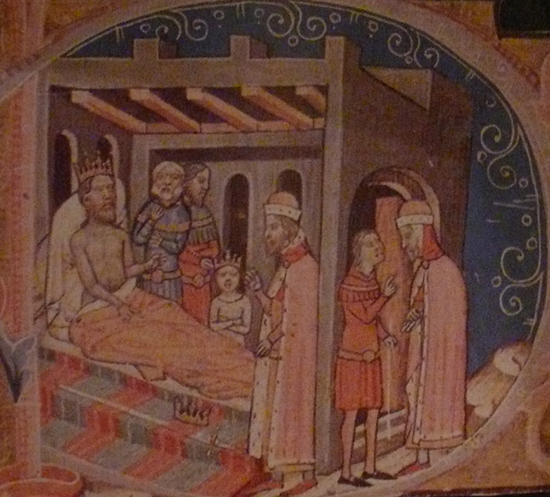
Ondřej na smrtelné posteli, u zdi stojící Béla I. (Chronicon Pictum)

Zřejmě roku 1053 se Ondřejovi v druhém manželství konečně narodil vytoužený syn, jehož matkou byla Anastázie, dcera kyjevského velkovévody Jaroslava. Roku 1058 se Ondřej I. pokusil zajistit nástupnictví své krve tím, že nechal ve Stoličném Bělehradě korunovat svého pětiletého syna Šalamouna.
| „                  | Jako stařec v dvanáctém roce svého panování dal totiž svého syna již v dětském věku pomazat za krále... | “ |
| — Dubnická kronika | |   |

Nečekaná korunovace porušila předchozí domluvu a zkazila dosud dobré bratrské vztahy. Nespokojený Béla opustil královský dvůr a odešel do své země. V září 1058 se Ondřej v tu dobu již ochrnutý po mrtvici osobně setkal na Moravském poli s novým německým králem Jindřichem IV. Uzavřeli mírovou smlouvu stvrzenou zásnubami Šalamouna a Jindřichovy sestry Judity Švábské.
Po dosažení míru s říší se Ondřej snažil přesvědčit Bélu, aby se smířil s Šalamounem na uherském trůně. Béla se nechtěl vzdát nároku na korunu, a proto se v roce 1059 rozhodl hledat pomoc u svého švagra Boleslava Smělého. Ondřej poslal rodinu do Rakouska a připravil se na válku, ačkoliv byl tak nemocný, že nebyl ani schopen chodit. Na jaře 1060 vpadl Béla s polským vojskem do Uherska. Vojska obou bratrů se střetla v bitvě u řeky Tisy, ze které Béla i přes Ondřejovy posily z říše, odešel jako vítěz. Ondřej se spolu s míšeňským markrabětem Vilémem snažil utéct do Německa, ale Bélovi vojáci je chytili u Mošenského hradu, kde Ondřej v Thébském průsmyku spadl z koně. Byl odvezen do Zircu, kde krátce nato zemřel. Byl pohřben v opatství Tihany.
Vévoda Béla byl 6. prosince 1060 korunován uherským králem a pokračovaly další boje o uherské království.